# Sprengwerk

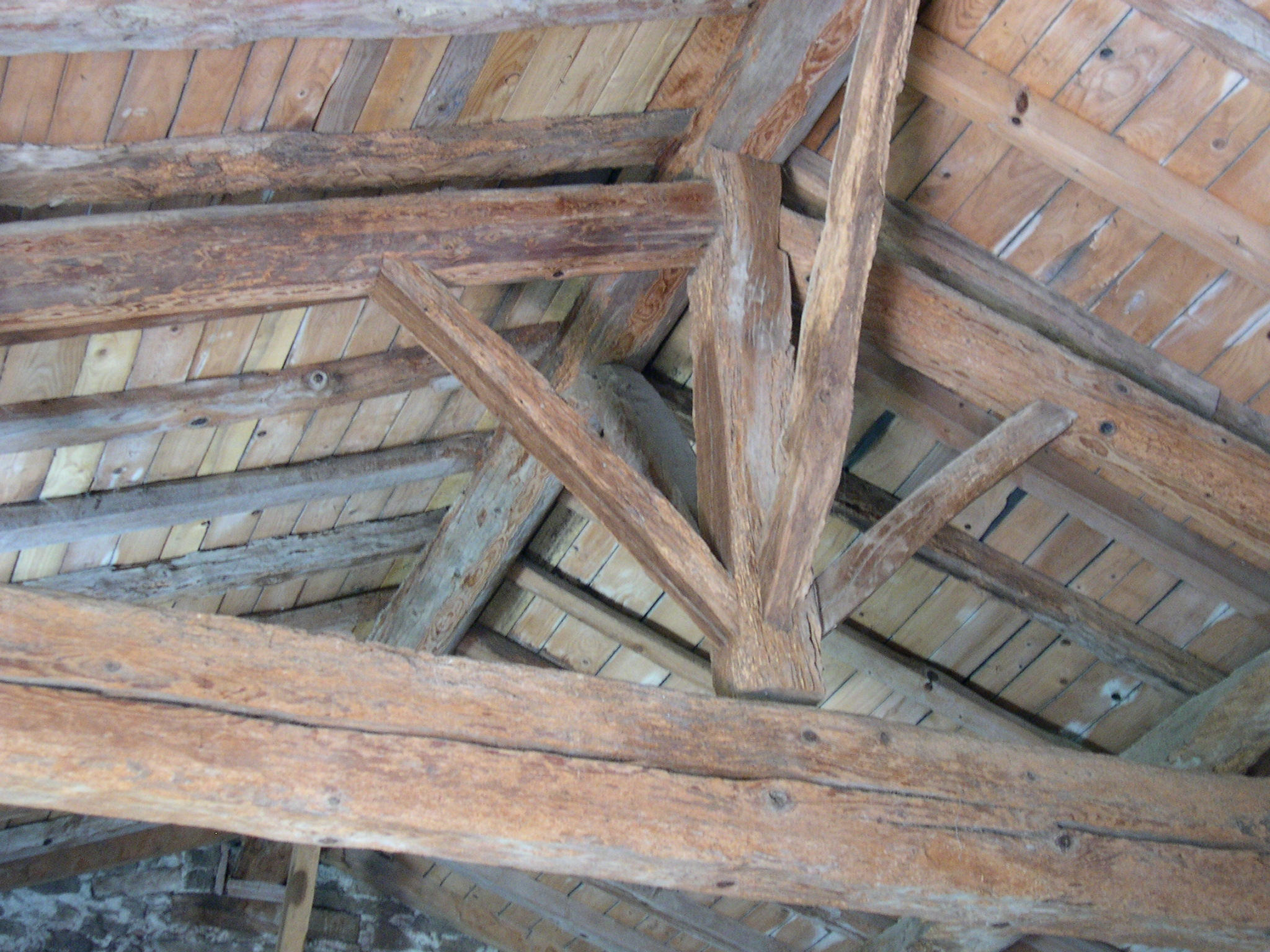
Einfaches Sprengwerk in einem Pfettendachstuhl

Ein Sprengwerk ist ursprünglich ein Tragwerk im Holzbau, bei dem die auf dem Träger (Balken) lastende Kraft in der Art eines Bockes durch schräge Streben unter dem Träger aufgenommen („auf das Auflager abgesprengt“) wird. Die Last auf dem Tragwerk wird dadurch in vertikale und horizontale Kräfte aufgeteilt, die von den Widerlagern und den Fundamenten der Streben aufgenommen werden müssen. Wird nur ein Punkt von den Streben unterstützt, spricht man von einem einfachen Sprengwerk, werden mehrere Punkte unterstützt, handelt es sich um ein zwei- oder mehrfaches Sprengwerk. Die Tragfähigkeit des Balkens wird durch die schrägen Stützen fast in der gleichen Größe erhöht, wie das einfache senkrechte Stützen leisten könnten, die an denselben Punkten ansetzen.

## Sprengwerk im Brückenbau

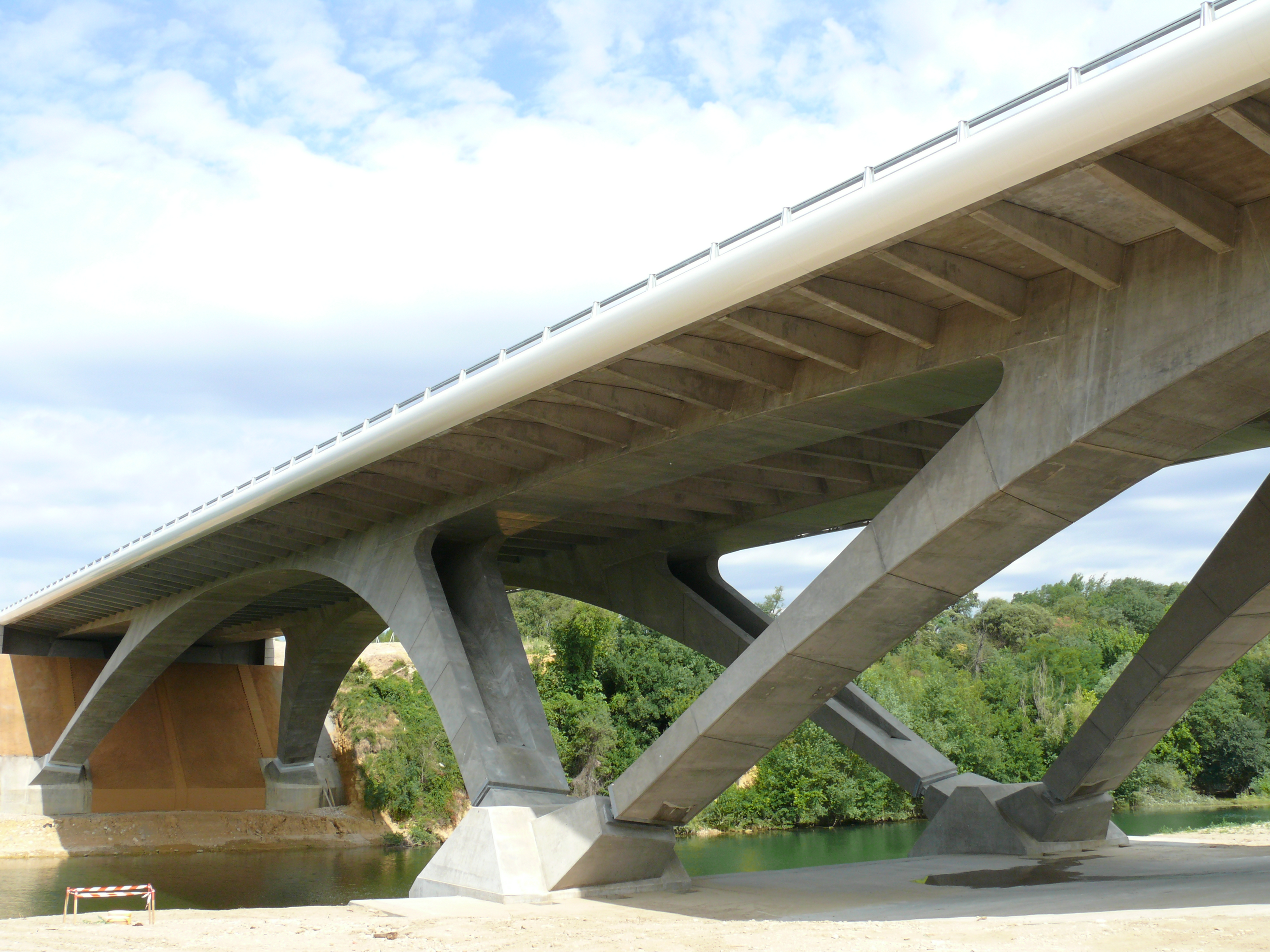
Pont du Languedoc in Gignac, eine zweifeldrige Zweifach-Sprengwerk- (bzw. „v-förmige Schrägpfahl-Starrrahmen-“) Konstruktion.

Im Brückenbau besteht der Vorteil dieser Konstruktionsweise darin, dass der Querschnitt eines Flusses nicht so sehr eingeengt wird wie durch senkrechte Stützen. Außer bei Holzbrücken wird diese Tragwerksform heute im Stahl- und im Stahlbetonbrückenbau angewendet. Die größte Sprengwerkbrücke ist das Viadotto Sfalassà auf der Autostrada A2 in Kalabrien.

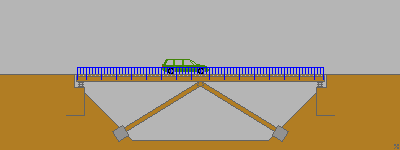
Einfaches Sprengwerk A-förmig
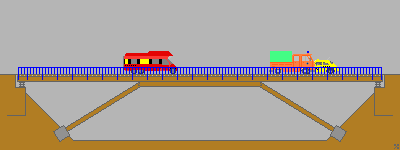
Zweifaches Sprengwerk
Kein Sprengwerk, doppel-π-förmiger Starrrahmen

Im Englischen werden Sprengwerkbrücken als batter-post rigid-frame bridge bezeichnet, was in der freien Rückübersetzung etwa Schrägpfahl-Starrrahmen-Brücke bedeutet. batter leitet sich in anderen Bedeutungen auch von beat (schlagen, trümmern, niederschmettern) ab, was dem im deutschen verwendeten Begriff etwas näher steht. Auch inclined-leg an Stelle von batter-post ist belegbar.
Sind die Stützen mittig im gleichen Fundament verankert und streben v-förmig zur obenliegenden Fahrbahn, wird der Form nach (und abkürzend) von v-leg oder v-shaped rigid-frame bridge gesprochen. Das einfache Sprengwerk würde dem folgend ein A-leg oder A-shaped voranstellen. Anders als v- und A-, nutzen pi-förmige (π-shaped) Starrrahmen-Konstruktionen kein Sprengwerk.

## Sprengwerk als Lehrgerüst
Sprengwerke sind in der Baugeschichte für vielfältige, weitgespannte Baukonstruktionen eingesetzt werden. Weniger bekannt sind die jeweils nach einem Bau wieder entfernten Lehrgerüste zum Bogen- und Gewölbebau. Als Auflager können vorkragende Kämpfersteine dienen.

Beispiele
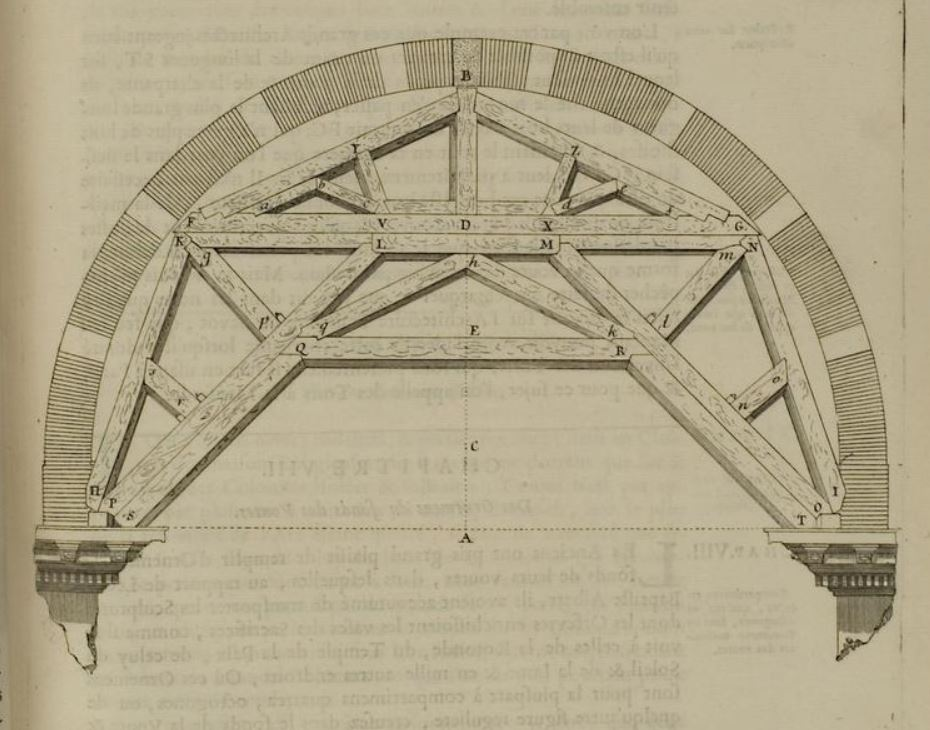
Sprengwerk in einem Bogenlehrgerüst, nach François Blondel, 1698
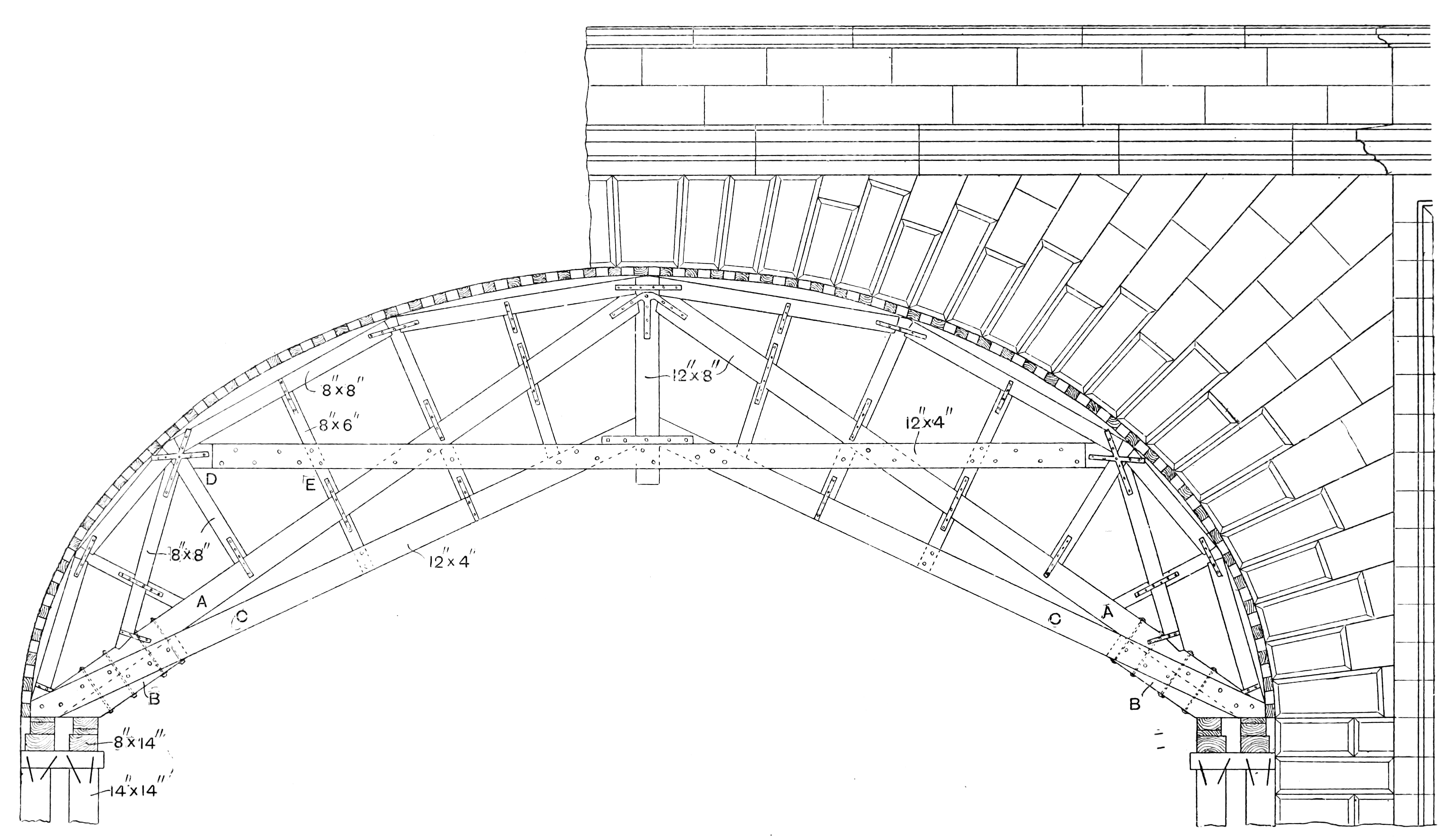
Sprengwerk: Korbbogen Lehrgerüstschalung

## Hängewerk

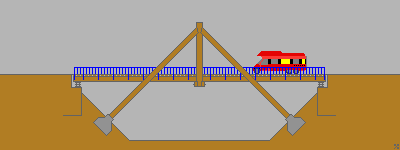
Einfaches Hängewerk
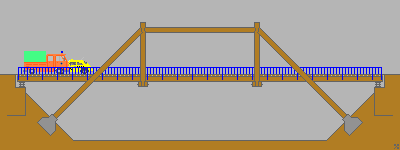
Doppeltes Hängewerk

Beim Hängewerk hängt die Last an dem oberhalb angeordneten Tragwerk; wenn dies ein Sprengwerk ist, ergibt die Kombination beider Systeme ein Hänge- und Sprengwerk, das ebenfalls größere Spannweiten einer Fahrbahn oder einer Deckenbalkenlage ermöglicht.

## Hänge- und Sprengwerke bei Dachwerken

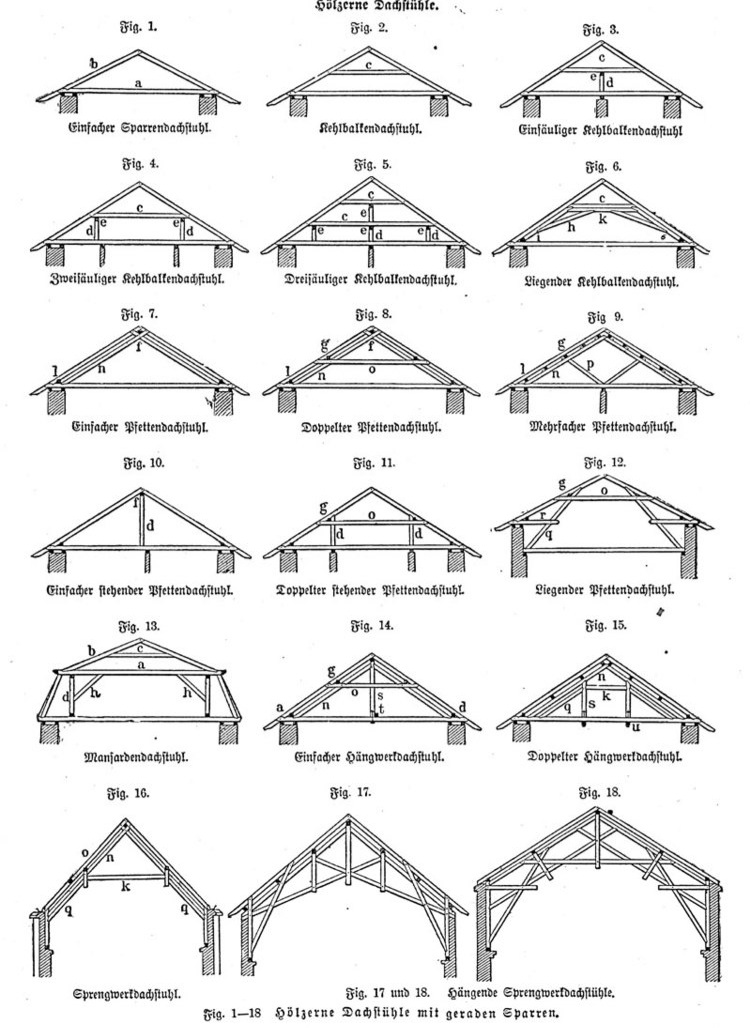
Fig. 14–18 zeigen Dachwerke mit Hängewerken und Sprengwerken (Übersicht aus Meyers Konversationslexikon, 4. Aufl. 1885–90); Legende:^{S. 404}
- (a) Dachbalken (Hauptbalken)
- (b) Sparren
- (c) Kehlbalken
- (d) senkrechte Stuhlsäulen
- (e) Stuhlpfetten
- (f) Firstpfetten
- (g) (Zwischen-)Pfetten
- (h) Kopfbänder
- (i) geneigte Stuhlsäulen
- (i) liegende Stuhlsäulen
- (k) Spannriegel
- (l) Fußpfetten
- (n)(q) Streben
- (o) Kehlzangen
- (p) Gegenstreben
- (r) Stichbalken / -zangen
- (s) Hängesäulen
- (t) Oberzüge
- (u) Unterzüge

Auch bei Dachwerken gibt es Sprengwerke und Hängesprengwerke. Wie bei Brücken sollen damit größere Spannweiten erreicht werden, so dass sich z. B. bei Hallen, Sälen in Schlössern, Kirchen, Reithallen usw. keine störenden Stützen im Raum befinden.

Beispiele
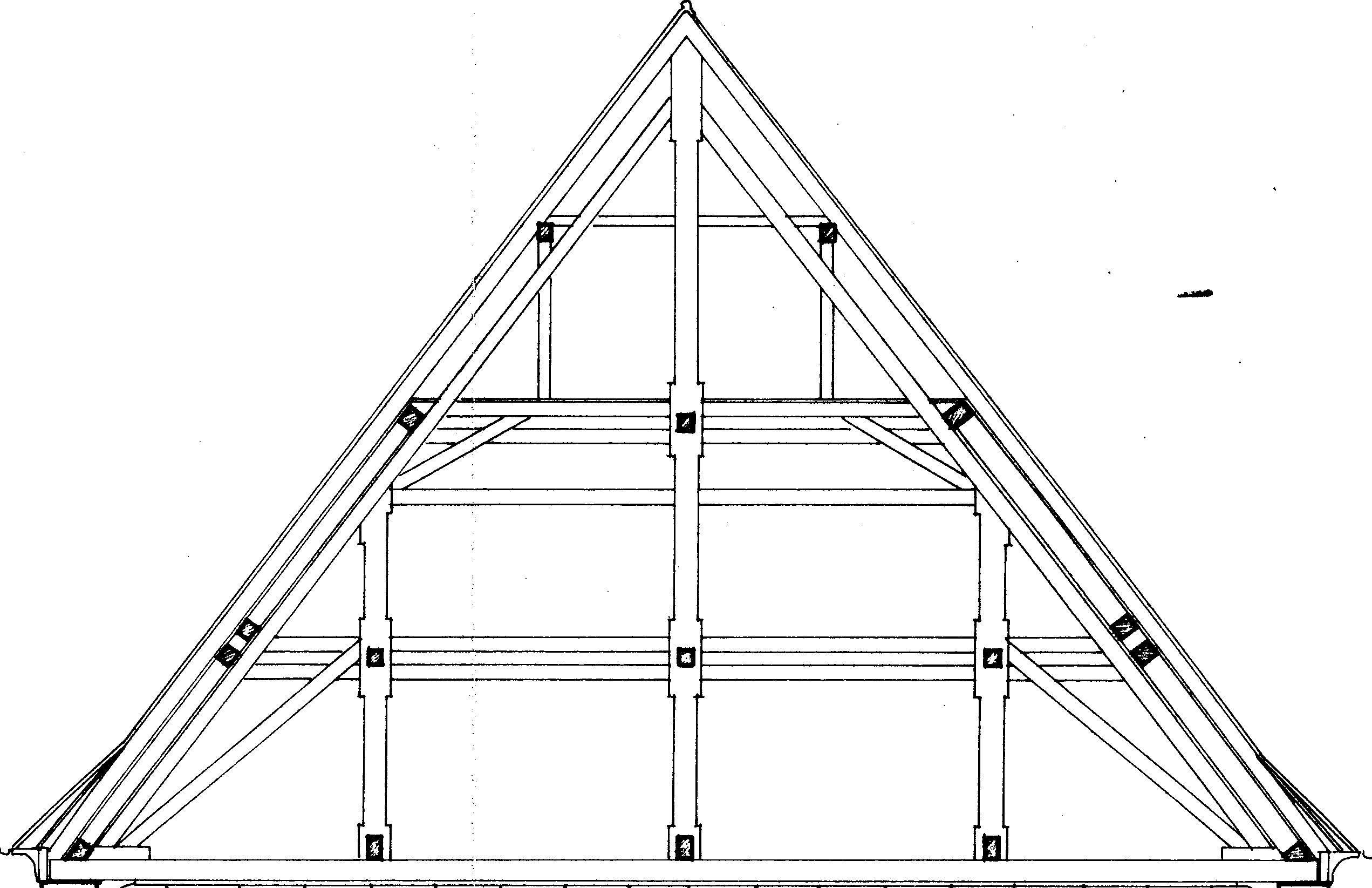
Kehlbalkendach mit durchgehender Balkenlage, mit liegenden Stühlen und dreifachem Hängesprengwerk, 1770 (Stadtkirche Göppingen)
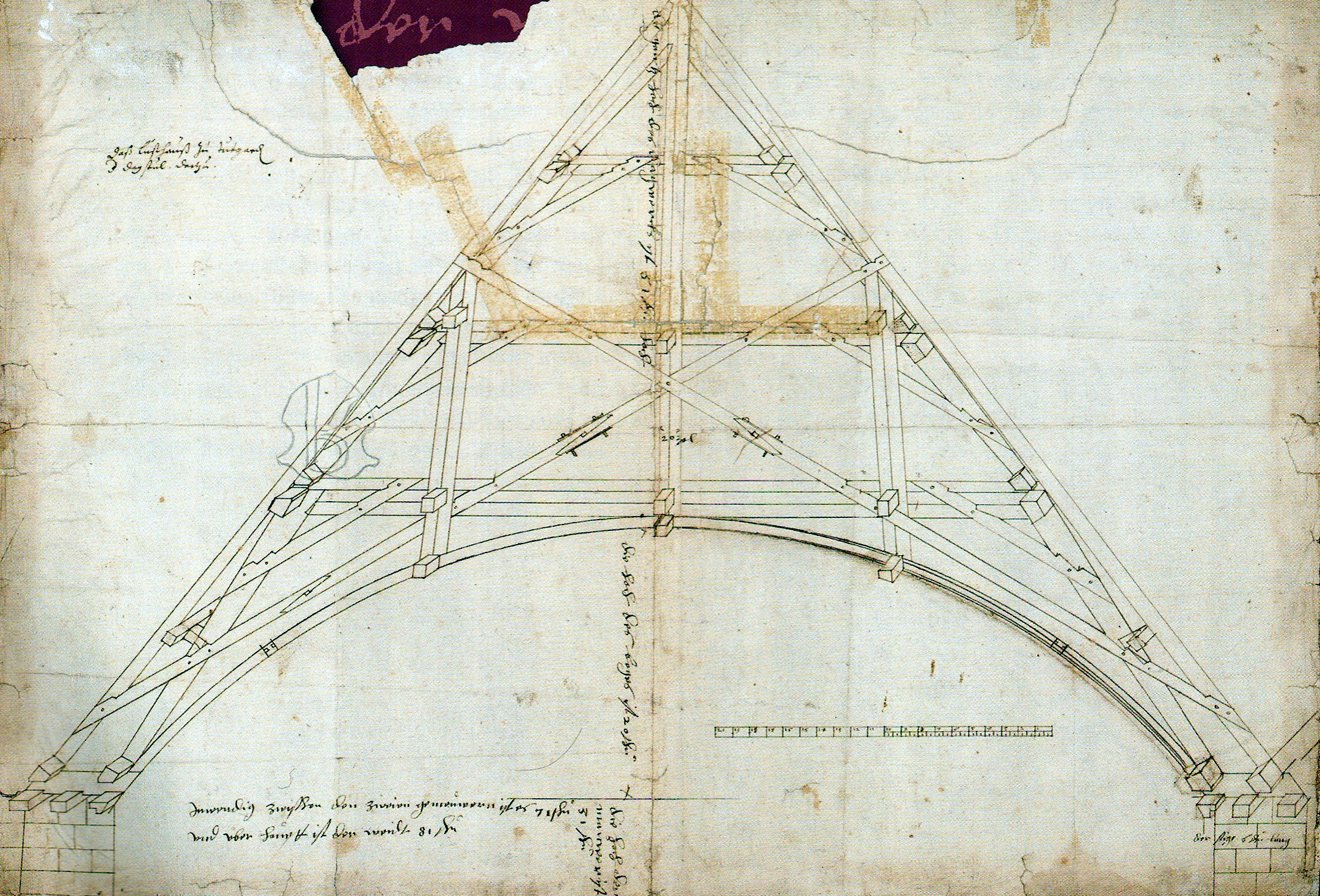
Kehlbalkendach ohne durchgehende Balkenlage, mit liegenden Stühlen und dreifachem Hängesprengwerk, ca. 1585 (Entwurf für das Neue Lusthaus, Stuttgart)